# 满蒙联姻
满蒙联姻，指的是清朝的满洲贵族与藩部的蒙古王公贵族互为姻亲的习俗。满蒙联姻在清朝成为一项重要的国策，曾经持续整整三百年，对于清朝统一天下、巩固政权以及治理边疆起到了重要的作用。

## 起源
万历二十一年（1593年），努尔哈赤大败海西女真九部联军，海西女真受到重创。但是海西女真势力强大，一时难以完全征服。努尔哈赤听说科尔沁贝勒明安的女儿博尔济锦氏“颇有丰姿，遣使欲娶之”“闻蒙古国科尔沁贝勒明安之女甚贤，遣使往聘，明安许焉。送女至，上具车服以迎筵宴如礼”，于明万历四十年（1612年）主动向科尔沁部明安贝勒求婚，明安贝勒遂将其女博尔济锦氏嫁于努尔哈赤。科尔沁部便成为第一个和建州女真部联姻的蒙古部落。
努尔哈赤和皇太極执政时期，不完全统计，后金皇室与漠南蒙古博尔济吉特氏各部的联姻为137人次:67。